# Magda Klemczyńska
Magda Klemczyńska (ur. 24 stycznia 1996) – polska pięcioboistka.

## Kariera sportowa
Jej największym sukcesem był brązowy medal mistrzostw Polski seniorów w 2016 roku - pierwszy dla reprezentantki z klubu spoza Warszawy od dziewięciu lat. W tym samym roku reprezentowała Polskę na młodzieżowych mistrzostwach Europy w Drzonkowie. W 2017 roku wystąpiła w Pucharze Świata, a także na młodzieżowych mistrzostwach świata i mistrzostwach Europy U24.